# Beuseberg (buurtschap)
Beuseberg is een buurtschap in de gemeente Rijssen-Holten in de Nederlandse provincie Overijssel. Het ligt in het zuiden van de gemeente, een kilometer ten zuidoosten van Holten.

Beuseberg (donkerrood)

Stad: Rijssen      Dorp: Holten

Buurtschappen: Beuseberg · Borkeld · Dijkerhoek · Espelo · Holterbroek · Ligtenberg · Look · Neerdorp

Overijssel · Steden en dorpen in Overijssel      Nederland · Provincies · Gemeenten